# Cesare Ruffato
Cesare Ruffato (San Michele delle Badesse, 3 marzo 1924 – Padova, 23 novembre 2018) è stato un poeta italiano.

## Biografia
Cesare Ruffato è nato a San Michele delle Badesse, in provincia di Padova nel 1924, ma trasferitosi fin dai primi anni nel capoluogo. Dopo gli studi classici, ha conseguito la laurea in Medicina e le libere docenze in Radiologia (1958) e Radiobiologia (1964), per le quali ha scritto varie opere scientifiche. Il suo impegno nella poesia comincia a partire dagli anni sessanta, con prove sempre più significative, sino ad essere considerato un poeta sperimentale tra i più originali del Secondo Novecento italiano (Vd Francesco Muzzioli, La poesia di Cesare Ruffato, Ravenna, Longo, 1998). Molte le traduzioni in altre lingue, tra cui spagnolo, portoghese, tedesco, croato, inglese, fiammingo, francese.
Sue poesie sono state pubblicate nell'"Almanacco dello Specchio" (Arnoldo Mondadori Editore, Milano, 1974). Cesare Ruffato ha curato anche antologie poetiche e raccolte di testi critici. Il suo archivio è conservato presso il Centro per gli studi sulla tradizione manoscritta di autori moderni e contemporanei dell’Università di Pavia.

## Poetica
Nella poesia di Cesare Ruffato è presente il lessico della scienza; nonostante l'uso sovrabbondante dei tecnicismi, l'intento e l'esito non è esclusivamente decorativo. Nei testi poematici, i residui tecnoscientifici giocano un ruolo funzionale, che non è gioco linguistico, ma indagine, ricerca che tende alla gnoseologia.
La propensione all'accumulo lessicale e il gusto per la divagazione, conferiscono alla poesia di Ruffato una forte spinta narrativa; e didattica, data dall'uso del metalinguaggio e dalla razionalità analitica che permette di verificare l'attendibilità dei risultati, prodotti dai suoi processi cerebrali. 
Il cerebralismo priva i versi di echi lirici e intimistici, inibisce ogni soluzione utopica o fantastica a favore della ironia e della scomposizione dei casi e dei corpi.
Come l'ingegnere Gadda, il medico Ruffato, attraverso l'intreccio dei registri linguistici, rappresenta una complessità caotica; che assume toni eruditi dai risvolti satirici, "petrosi" e demistificanti.
La sua poesia indaga i corpi umani con un piglio che non appartiene alla tradizione teoretica o morale della filosofia; il piglio, epistemologico, s'interessa di anatomia e di biologia, e delle allegorie che queste possono suscitare. Attraverso la diagnosi del medico poeta; il parallelismo corpo/organismo collettivo, malattia/male; denuncia le patologie e le deformità di una società che a ogni costo insegue il benessere. Le invettive della sua poesia si scagliano contro i miti del progresso indefinito; denunciano la disastrosa politica e economia ecologica; sottolineano le manipolazioni che possono attuare i mass media; in breve s'interessano di società, esistenza e resistenza.

## Opere

### Poesia
- Tempo senza nome, Rebellato, Padova, 1960
- La nave per Atene, Scheiwiller, Milano, 1962
- Il vanitoso pianeta, Sciascia, Caltanissetta, 1965
- Cuorema, Rebellato, Padova, 1969
- Caro ibrido amore, Lacaita, Manduria, 1974
- Minusgrafie, Feltrinelli, Milano, 1978
- Poesia Trasfigurata, Campanotto Editore, Udine, 1982
- Parola bambola, Marsilio, Venezia, 1983
- Trasparenze luminose, Società di Poesia, Milano, 1987
- Padova diletta, Panda, Padova, 1988
- Prima durante dopo, Marsilio, Venezia, 1989
- Parola Pirola, Biblioteca Cominiana, Padova, 1990
- El Sabo, Biblioteca Cominiana, Padova, 1991
- I bocete, Campanotto, Udine, 1992
- Diaboleria, Longo, Ravenna, 1993
- Lo sguardo sul testo, Campanotto, Udine, 1995
- Etica declive, Manni, Lecce, 1996
- Scribendi licentia, Marsilio, Venezia, 1998
- Il poeta pallido, Marsilio, Venezia, 2005
- Salterio bianco, Hebenon-Mimesis, Milano 2006